# Серджо Кастеллетті
Серджо Кастеллетті (італ. Sergio Castelletti, 30 грудня 1937, Казале-Монферрато — 28 листопада 2004, Флоренція) — італійський футболіст, що грав на позиції захисника, зокрема за «Фіорентину», а також національну збірну Італії. По завершенні ігрової кар'єри — тренер.

## Клубна кар'єра
Народився 30 грудня 1937 року в місті Казале-Монферрато. Вихованець юнацьких команд футбольних клубів «Казале» та «Торіно».
У дорослому футболі дебютував 1956 року виступами за команду «Торіно», за яку, утім, провів лише одну гру, після чого був відданий в оренду до «Віджевано».
1958 року перейшов до «Фіорентини», у складі якої провів наступні вісім сезонів своєї ігрової кар'єри. Більшість часу, проведеного у складі «фіалок», був основним гравцем їх захисту. За цей час двічі виборював титул володаря Кубка Італії, ставав володарем Кубка Кубків УЄФА і Кубка Мітропи.
Згодом з 1966 по 1969 рік грав за «Лаціо» та «Массезе», а завершував ігрову кар'єру в «Тернані», за яку виступав протягом 1969—1971 років.

## Виступи за збірну
1958 року дебютував в офіційних матчах у складі національної збірної Італії грою на Кубок Центральної Європи 1955—1960. Протягом наступних чотирьох років провів у її формі ще шість матчів.

## Кар'єра тренера
Розпочав тренерську кар'єру відразу ж по завершенні кар'єри гравця, 1971 року, очоливши тренерський штаб клубу «Емполі».
1974 року став головним тренером команди «Алессандрія», тренував алессандрійський клуб один рік.
Протягом тренерської кар'єри також очолював команди «Луккезе-Лібертас», «Віджевано» та «Массезе».
Згодом тренував молодіжну команду «Фіорентини», а також основну команду «В'яреджо».
Помер 28 листопада 2004 року на 67-му році життя у Флоренції.
| Дата       | Місто    | Господарі      | Результат | Гості          | Турнір                             | Голи | Примітки |
| ---------- | -------- | -------------- | --------- | -------------- | ---------------------------------- | ---- | -------- |
| 13-12-1958 | Генуя    | Італія         | 1 – 1     | Чехословаччина | Кубок Центральної Європи 1955—1960 | -    |          |
| 28-2-1959  | Рим      | Італія         | 1 – 1     | Іспанія        | товариський матч                   | -    |          |
| 6-5-1959   | Лондон   | Англія         | 2 – 2     | Італія         | товариський матч                   | -    |          |
| 1-11-1959  | Прага    | Чехословаччина | 2 – 1     | Італія         | Кубок Центральної Європи 1955—1960 | -    |          |
| 10-12-1960 | Неаполь  | Італія         | 1 – 2     | Австрія        | товариський матч                   | -    |          |
| 24-5-1961  | Рим      | Італія         | 2 – 3     | Англія         | товариський матч                   | -    |          |
| 13-5-1962  | Брюссель | Бельгія        | 1 – 3     | Італія         | товариський матч                   | -    |          |
| Усього     |          | Матчів         | 7         |                | Голів                              | 0    |          |

## Титули і досягнення
- Володар Кубка Італії (2):

«Фіорентина»: 1960-1961, 1965-1966
- Володар Кубка Кубків УЄФА (1):

«Фіорентина»: 1960-1961
- Володар Кубка Мітропи (1):

«Фіорентина»: 1966